# Dorfkirche Klepzig (Wiesenburg)

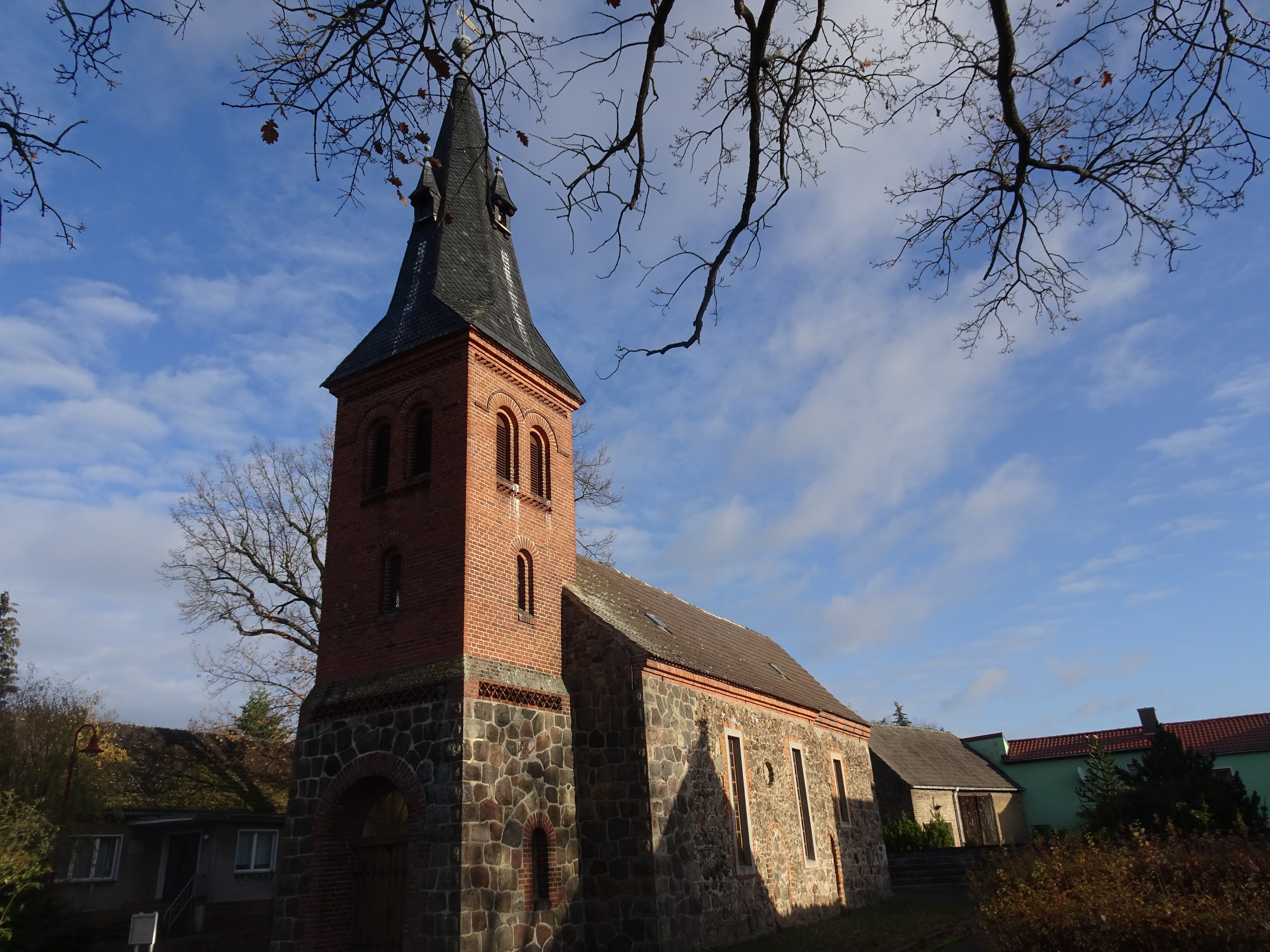
Dorfkirche Klepzig

Die evangelische, denkmalgeschützte Dorfkirche Klepzig steht in Klepzig, einem Ortsteil der Gemeinde Wiesenburg/Mark im Landkreis Potsdam-Mittelmark in Brandenburg. Die Kirchengemeinde gehört zum Kirchenkreis Mittelmark-Brandenburg der Evangelischen Kirche Berlin-Brandenburg-schlesische Oberlausitz.

## Beschreibung
Das Langhaus und der schwach eingezogene Chor im Osten der spätgotischen Feldsteinkirche wurden am Ende des 15. Jahrhunderts gebaut. Die Kirche ist 1809 abgebrannt und wurde 1811/12 wieder aufgebaut. 1889 erfolgten eine Verlängerung des Langhauses nach Westen und der Anbau eines annähernd quadratischen Kirchturms mit einem Erdgeschoss aus Feldsteinen und zwei Obergeschossen aus Backsteinen. Der abschließende achtseitige Knickhelm hat eine Schieferdeckung. Das oberste Geschoss beherbergt auf allen Seiten hinter den als Biforien gestalteten Klangarkaden den Glockenstuhl.
Zur Kirchenausstattung gehört ein Altar, auf dessen Altarretabel eine Reproduktion der Anna selbdritt (Leonardo da Vinci). Die Orgel mit fünf Registern auf einem Manual und angehängtem Pedal wurde um 1915 von den Gebrüdern Jehmlich gebaut.